# 黄氏 (蒋儁之妻)
黄氏，南朝齐女性人物。她的丈夫是義興郡（今江苏省宜兴市）蒋儁之。
蒋儁之去世后，黄氏不改嫁，家中逼迫他，黄氏想要赴水自杀，家中于是才停止。建元三年（481年），齐高帝下诏蠲免租赋，表门闾。这时候，广陵徐灵礼之妻遇火灾救孩子，与孩子都被烧死。太守刘悛上奏此事。